# Luka Bilbija
Luka Bilbija (Prijedor, 1 juni 1989) is een Bosnisch voetbalscheidsrechter. Hij is in dienst van FIFA en UEFA sinds 2021. Ook leidt hij sinds 2018 wedstrijden in de Premijer Liga.
Op 19 mei 2018 leidde Bilbija zijn eerste wedstrijd in de Bosnische nationale competitie. Tijdens het duel tussen Borac Banja Luka en Sloboda Tuzla (2–0) trok de leidsman tweemaal de gele kaart. In Europees verband debuteerde hij op 15 juli 2021 tijdens een wedstrijd tussen Śląsk Wrocław en Paide Linnameeskond in de eerste voorronde van de UEFA Europa Conference League; het eindigde in 2–0 en de scheidsrechter gaf twee spelers geel. Zijn eerste interland floot hij op 1 juni 2021, toen Kroatië met 1–1 gelijkspeelde tegen Armenië door een doelpunt van Ivan Perišić en een tegentreffer van Wbeymar Angulo. Tijdens deze wedstrijd deelde Bilbija aan twee spelers een gele kaart uit, eerlijk verdeeld over beide teams.

## Interlands
| Datum            | Plaats                 | Wedstrijd         | Uitslag | Competitie             | Kreeg geel | Kreeg voor de tweede keer geel en dus rood | Weggestuurd |
| ---------------- | ---------------------- | ----------------- | ------- | ---------------------- | ---------- | ------------------------------------------ | ----------- |
| 1 juni 2021      | Velika Gorica, Kroatië | Kroatië – Armenië | 1 – 1   | Vriendschappelijk      | 2          | 0                                          | 0           |
| 19 november 2024 | Attard, Malta          | Malta – Andorra   | 0 – 0   | Nations League 2024/25 | 6          | 0                                          | 1           |

Laatst bijgewerkt op 20 november 2024.